# Intarsia

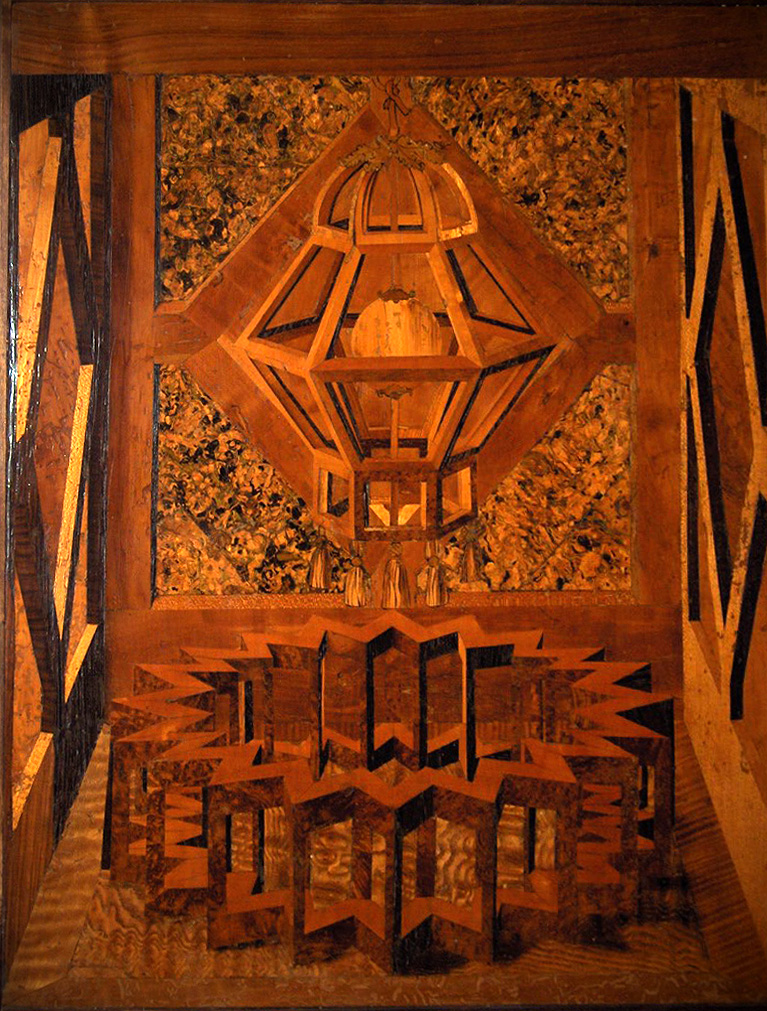
Geometrisch figuur (1537), intarsia door Fra Damiano da Bergamo; Museum van de Basilica Santo Domenico, Bologna

Intarsia is een vorm van inlegwerk in hout, tegenwoordig vaak verward met “opgelegd” fineer of marqueterie. De techniek wordt eveneens toegepast in marmer of linoleum. De term intarsia is afkomstig van het Italiaanse intarsiare (inleggen) en het Arabische tarṣīʽ (inlegwerk) en raṣṣaʽa (inleggen).
Deze oppervlaktetechniek kenmerkt zich doordat de ingelegde materialen in een massief vlak verwerkt zijn. Er wordt daartoe eerst materiaal uit het vlak verwijderd dat vervolgens ingelegd wordt met hout, (edel)steen of metaal. Door schuren en/of slijpen wordt daarna het oppervlak gladgemaakt.
Deze techniek was bij de Egyptenaren al bekend en in de Nederlanden een populaire techniek in de 16e en 17e eeuw, waarbij de intarsia veelal in hout werd uitgevoerd. Een onderdeel van het intarsiawerk dat een aparte plaats verdient is de “bies-intarsia”. Hierbij worden rechte stroken hout of messing in het oppervlak ingelegd. De messingen biezen kunnen kenmerkend zijn voor de empiremeubelen.
Behalve in meubelen is de intarsiatechniek ook veel gebruikt in gebruiksvoorwerpen, waaronder muziekspeeldozen die rijkelijk versierd konden zijn met biesintarsia en marqueterie.